# Station Kvistgård
Station Kvistgård is een station in Kvistgård in de Deense gemeente Helsingør. Het station werd geopend in 1864. Het wordt bediend door treinen van de lijn Hillerød - Snekkersten - Helsingør (de Lille Nord), die sinds 2015 geëxploiteerd wordt door het particuliere fusiebedrijf Lokaltog A/S.